# Montecatini Terme-Monsummano
Montecatini Terme-Monsummano (włoski: Stazione di Montecatini Terme-Monsummano) – stacja kolejowa w Montecatini Terme, w prowincji Pistoia, w regionie Toskania, we Włoszech. Stacja znajduje się na linii Florencja - Viareggio. Obsługuje również pobliską gminę Monsummano Terme.
Według klasyfikacji RFI posiada kategorią srebrną.

## Historia
Stacja została otwarta 4 sierpnia 1937.

## Linie kolejowe
- Maria Antonia